# 毕小平
毕小平（1951年—），汉族，中华人民共和国政治人物、第十一届全国政协委员。
加入中国共产党，担任解放军装甲兵工程学院教授。2008年，当选第十一届全国政协委员，代表教育界，分入第四十二组。